# Lijst van Shakespeareverfilmingen
Meer dan 420 langspeelfilmversies zijn er van William Shakespeares toneelstukken geproduceerd, waardoor Shakespeare de meest verfilmde auteur ooit is, en dat in elke taal. Sommige versies blijven vrij trouw aan het originele verhaal en aan de tekst, terwijl andere versies eerder adaptaties zijn die zich min of meer losjes op de originele plot en dialoog baseren. In deze lijst worden verfilmingen die dicht bij het origineel blijven vermeld als verfilmingen en de vrijere bewerkingen als adaptaties.

## Geschiedenis

### Tijdperk van de stomme film
In de jaren 1900, toen de stomme filmindustrie zich begon te ontwikkelen in Europa en Amerika, maakten toneelstukken van Shakespeare een klein deel uit van de totale productie.
In Frankrijk en Italië werd film indertijd werd niet beschouwd als een aparte kunstvorm, maar als een medium om de kunst van het traditionele theater te presenteren. Dit idee kreeg de naam "Film d'Art". De "public domain" status van Shakespeares toneelstukken maakten ze aantrekkelijk voor filmproducenten, die zich niet gebonden moesten voelen om trouw te blijven aan de originele stukken.
In de Verenigde Staten werd de filmindustrie aanvankelijk voortgestuwd door een paar duizend goedkope en wijdverbreide "nickelodeons" (cinemaatjes). Amerikaanse filmmakers begonnen er toen naar te streven om ook de aandacht van de hogere klasse te trekken. Mogelijk werden ze ook beïnvloed door de "Film d'Art'geest. De thema's van hun films verschoven van verhalen over eigentijdse werknemers naar klassieke werken. Filmmakers reageerden ook op de vraag van religieuze groepen en autoriteiten om de hoeveelheid geweld te verminderen die werd getoond in historische films. Toneelstukken van Shakespeare werden alom gerespecteerd door zowel de hogere als de lagere klassen van de Amerikaanse samenleving, en hun publieke domeinstatus vermeed auteursrechtelijke kwesties. Een van de bekendste Shakespeare filmstudio's van deze tijd was Vitagraph in New York.

## Komedies

### All's Well That Ends Well
- BBC televisiereeks over Shakespeare All's Well That Ends Well (televisie, VK, 1980) (op video opgenomen)

Uitgebracht in de Verenigde Staten als onderdeel van de serie "Complete Dramatic Works of William Shakespeare".
Ian Charleson als Bertram

### As You Like It
- As You Like It (VS, 1936)

Paul Czinner, regisseur
Elisabeth Bergner als Rosalind
Laurence Olivier als Orlando
- BBC televisiereeks over Shakespeare As You Like It (TV, VK, 1979) (op videoband opgenomen)

Uitgebracht in de Verenigde Staten als onderdeel van de "Complete Dramatic Works of William Shakespeare".
Helen Mirren als Rosalind
- As You Like It (Canada 1983, Stratford Festival of Canada, Stratford, Ontario) (gefilmd in het theater, 2 uur 40 min)

John Hirsch, regisseur
Roberta Maxwell als Rosalind
Andrew Gilles als Orlando
- As You Like It (VK, 1992)

Christine Edzard, regisseur
Emma Croft als Rosalind
James Fox als Jaques
Griff Rhys Jones als Touchstone
Andrew Tiernan als Orlando & Oliver
- The Animated Shakespeare As You Like It (animatiefilm, TV, Rusland en het Verenigd Koninkrijk, 1994)

Alexei Karayev, regisseur
Sylvestra Le Touzel als de stem van Rosalind
- As You Like It (VK, 2006)

Kenneth Branagh, regisseur
Bryce Dallas Howard als Rosalind
Kevin Kline als Jaques
Alfred Molina als Touchstone
David Oyelowo als Orlando

### The Comedy of Errors

#### Verfilmingen
- The Comedy of Errors (VK 1978, Royal Shakespeare Company, Stratford-upon-Avon) (gefilmd op het podium)

Philip Casson, regisseur
Roger Rees als Antipholus van Syracuse
Mike Gwilym als Antipholus van Efeze
Michael Williams als Dromio van Syracuse
Nickolas Grace als Dromio van Efeze
Judi Dench als Adriana
Francesca Annis as Luciana
- BBC televisiereeks over Shakespeare The Comedy of Errors (VK, 1983) (op videoband opgenomen)

Uitgebracht in de Verenigde Staten als onderdeel van de "Complete Dramatic Works of William Shakespeare".
Michael Kitchen als de Antipholi
Roger Daltrey als de Dromios
Suzanne Bertish als Adriana
- The Comedy of Errors (Canada 1983, Stratford Festival of Canada, Stratford, Ontario) (gefilmd op het podium, 1 uur 17 min.)

Richard Monette, regisseur
Nicholas Pennell as Aegeon
Geordie Johnson als Antipholus van Efeze / Antipholus van Syracuse
Keith Dinicol als Dromio van Efeze / Dromio van Syracuse
Goldie Semple als Adriana
Lucy Peacock als Luciana

#### Adaptaties
- Angoor (Hindi, India, 1982), een Bollywoodbewerking.
- The Boys from Syracuse (VS, 1940), een muzikale bewerking van het toneelstuk.

### Cymbeline

#### Verfilmingen
- Cymbeline (1913, VS)

Frederic Sullivan, regisseur
Florence La Badie als Imogen
James Cruze als Posthumous Leonatus
- Cymbeline (1981, VS)

Patrick Tucker, regisseur
Gail Chugg als Cymbeline
Rebecca Engle als Imogen
- BBC televisiereeks over Shakespeare Cymbeline (VK, 1983) (op videoband)

Uitgebracht in de Verenigde Staten als onderdeel van de "Complete Dramatic Works of William Shakespeare" serie.

### Love's Labour's Lost
- BBC televisiereeks over Shakespeare Love's Labour's Lost (VK, 1985) (op video opgenomen)

Uitgebracht in de Verenigde Staten als onderdeel van de serie "Complete Dramatic Works of William Shakespeare".
- Love's Labour's Lost (VK, 2000) - een muzikale filmversie van het toneelstuk.

Kenneth Branagh als regisseur en als Berowne
Alicia Silverstone als de Prinses
muziek van Cole Porter, Irving Berlin, Jerome Kern en anderen

### Measure for Measure
- BBC televisiereeks over Shakespeare Measure for Measure (VK, 1978) (op video opgenomen)

Uitgebracht in de Verenigde Staten als onderdeel van de serie "Complete Dramatic Works of William Shakespeare".
- Measure for Measure (VK, 1994, tv)

David Thacker, regisseur
Tom Wilkinson als Duke Vincentio
Corin Redgrave als Angelo
Juliet Aubrey als Isabella
Ian Bannen als Provost
Ben Miles als Claudio

### The Merchant of Venice

#### Verfilmingen
- The Merchant of Venice (VS, 1973) (op video)

John Sichel, regisseur
Laurence Olivier als Shylock
Joan als Plowright Portia
Jeremy Brett als Bassanio
- BBC televisiereeks over Shakespeare The Merchant of Venice  (VK, 1980) (op video opgenomen)

Uitgebracht in de Verenigde Staten als onderdeel van de serie "Complete Dramatic Works of William Shakespeare".
- The Merchant of Venice (VK, 2003)

Film van de Royal National Theatre's theaterversie
Trevor Nunn, regisseur
Henry Goodman als Shylock
Derbhle Crotty als Portia
- The Merchant of Venice (VS, 2004)

Michael Radford, regisseur
Al Pacino als Shylock
Lynn Collins als Portia
Jeremy Irons als Antonio

### The Merry Wives of Windsor

#### Verfilmingen
- BBC televisiereeks over Shakespeare The Merry Wives of Windsor (VK, 1982) (op video opgenomen)

Uitgebracht in de Verenigde Staten als onderdeel van de serie "Complete Dramatic Works of William Shakespeare".
- The Merry Wives of Windsor (aka "The Shakespeare Collection") (televisie/video, VC, 1982)

Jack Manning, regisseur
Leon Charles als Falstaff

#### Adaptaties
- Chimes at Midnight (ook bekend alks "Falstaff") (VS, 1967) is een samensmelting van scènes uit Richard II, Hendrik IV, deel 1, Henry IV deel 2, Henry V en The Merry Wives of Windsor.

Orson Welles als regisseur en als Falstaff
Keith Baxter als Hal
John Gielgud als Henry IV
- Zie ook Falstaff (opera) van Verdi, aangezien dit en alle films daarop gebaseerd adaptaties zijn van de stukken waarin Falstaff voorkomt, in het bijzonder van The Merry Wives of Windsor.

### A Midsummer Night's Dream

#### Verfilmingen
- A Midsummer Night's Dream (VS, 1935)

Max Reinhardt, regisseur
Olivia de Havilland als Hermia
James Cagney als Bottom
Mickey Rooney als Puck
- A Midsummer Night's Dream Royal Shakespeare Company film (VK, 1968)

Peter Hall, regisseur
Judi Dench als Titania
Paul Rogers als Bottom
Diana Rigg als Helena
David Warner als Lysander
Ian Holm als Puck
- BBC televisie Shakespeare A Midsummer Night's Dream (VK, 1981) (op video opgenomen)

Uitgebracht in de Verenigde Staten als onderdeel van de serie "Complete Dramatic Works of William Shakespeare".
- The Animated Shakespeare A Midsummer Night's Dream (televisie, Rusland en het Verenigd Koninkrijk, 1992)

Robert Saakiants, regisseur
Suzanne Bertish als de stem van Titania
Bernard Hill als de stem van Bottom
- Night's Dream Royal Shakespeare Company A Midsummer film (VK, 1995)

Adrian Noble, regisseur
Lindsay Duncan als Titania
Desmond Barrit als Bottom
- A Midsummer Night's Dream (VS, 1999)

Michael Hoffman, regisseur
Michelle Pfeiffer als Titania
Kevin Kline als Bottom
Rupert Everett als Oberon
Calista Flockhart als Helena
Stanley Tucci als Puck
- In Midsummer (VS, 1999) speelt het droomverhaal zich af in een surrealistische omgeving van technoclubs en oude symbolen.

James Kerwin, scenario en regie
Travis Schuldt als Demetrius
- The Children's Midsummer Night's Dream (VK, 2001) is een verfilming van het toneelstuk, gespeeld door een cast van kinderen

Christine Edzard,regisseur

#### Adaptaties
- Sueve El Sueño de una noche de San Juan (aka "Midsummer Dream", Spanje en Portugal, 2005) is een tekenfilmbewerking van de Cream verhaal.

Ángel de la Cruz en Manolo Gómez, regie
- Get Over It (2001), een moderne muzikale adaptatie die zich afspeelt op een middelbare school, met ook een andere versie van het toneelstuk uitgevoerd als een verhaal-in-een-verhaal, net als Pyramus en Thisbe in het originele Shakespearestuk.

- A Midsummer Night's Rave (2002) is een moderne bewerking die zich afspeelt op een warehouse party.

- Shakespeare-Told A Midsummer Night's Dream (televisie, VK, 2005) is een moderne bewerking van Peter Bowker

Sharon Small als Titania
Lennie James als Oberon
Johnny Vegas als Bottom
- De Were the World Mine, uit 2008 is geïnspireerd op het stuk. Het speelt zich af op een privé middelbare school in een kleine stad. De teksten van de liedjes zijn grotendeels gebaseerd op de oorspronkelijke tekst van Shakespeare. Zo komt de titel bijvoorbeeld uit een regel in een lied dat voorkomt in het toneelstuk: "Were the world mine, Demetrius being bated / The rest I'd give to be to you translated."

### Much Ado About Nothing

#### Adaptaties
- Much Ado About Nothing (televisie, VS, 1973) (op video)

Een CBS televisiebewerking van Joseph Papps New York Shakespeare Festival Production.
Sam Waterston als Benedick
Kathleen Widdoes als Beatrice
Barnard Hughes als Dogberry
Douglass Watson als Don Pedro
Nick en AJ Havinga Antoon, regie
- BBC televisiereeks over Shakespeare Much Ado About Nothing (VK, 1984) (op video opgenomen)

Uitgebracht in de Verenigde Staten als onderdeel van de serie "Complete Dramatic Works of William Shakespeare".
- Much Ado About Nothing (VK, 1993)

Kenneth Branagh als regisseur en als Benedick
Emma Thompson als Beatrice
Denzel Washington als Don Pedro
Robert Sean Leonard als Claudio
Kate Beckinsale als Hero
Michael Keaton als Dogberry
Keanu Reeves als Don John
- ShakespeaRe-Told Much Ado About Nothing (VK, televisie, 2005) is een moderne bewerking van David Nicholls.

Sarah Parish als Beatrice
Damian Lewis als Benedick
Billie Piper als Hero
Martin Jarvis als Leonard

### Pericles, Prince of Tyre
- BBC televisiereeks over Shakespeare Pericles, Prince of Tyre (VK, 1984) (op video opgenomen)

Uitgebracht in de Verenigde Staten als onderdeel van de serie "Complete Dramatic Works of William Shakespeare".
- Mike Gwylim als Pericles
- Edward Petherbridge als Gower

### The Taming of the Shrew

#### Verfilmingen
- The Taming of the Shrew (VS, 1929)

Mary Pickford als Katherine
Douglas Fairbanks als Petruchio
- The Taming of the Shrew (VS, 1967)

Franco Zeffirelli, regie
Elizabeth Taylor als Katherine
Richard Burton als Petruchio
- BBC televisiereeks over Shakespeare The Taming of the Shrew (VK, 1980) (op videoband opgenomen)

Uitgebracht in de Verenigde Staten als onderdeel van de serie "Complete Dramatic Works of William Shakespeare".
Jonathan Miller, regisseur
John Cleese als Petruchio
Sarah Badel als Katherine
- Quantum Leap The Taming of the Shrew (aka "The Shakespeare Collection") (televisie/video, VS, 19?)

John Allinson, regisseur
Karen Austin als Katherine
Franklin Seales als Petruchio
- The Animated Shakespeare The Taming of the Shrew (televisie, Rusland en Groot-Brittannië, 1994)

Aida Ziablikova, regisseur
Amanda Root als de stem van Katherine
Nigel Le Vaillant als de stem van Petruchio

#### Adaptaties
- Kiss Me Kate (VS, 1948)

Howard Keel als 'Petruchio'
Kathryn Grayson als 'Katerina'
Ann Miller als 'Bianca'
- Moonlighting (televisie, VS; 25 november 1986 - aflevering "Atomic Shakespeare") presenteerde het stuk door middel van meerdere 'lagen' binnen een raamverhaal. Hierin wordt verteld hoe een jonge fan van de tv-show met een Shakespeare leesopdracht zich het stuk verbeeldt met de presentators van de show in de hoofdrollen.

Zal Mackenzie, regisseur
Cybill Shepherd als Katerina
Bruce Willis als Petruchio
- 10 Things I Hate About You (VS, 1999)

Julia Stiles als Kat
Heath Ledger als Patrick Verona
Joseph Gordon-Levitt als Cameron
Larisa Oleynik als Bianca
- Deliver Us from Eva (VS, 2003)
- ShakespeaRe-Told The Taming of The Shrew (VK, televisie, 2005) is een moderne bewerking door Sally Wainwright.

Shirley Henderson als Katherine
Rufus Sewell als Petruchio
- Shrew in the Park (Canada, televisie, 2003)

Andrew Honor, regie

### The Tempest

#### Verfilmingen
- The Tempest, (VS, 1911)

Edwin Thanhouser, regie
- Hallmark Hall of Fame The Tempest (televisie, VS, 1960) (op video)

George Schaefer, regie
Maurice Evans als Prospero
Richard Burton als Caliban
Lee Remick als Miranda
Roddy McDowall als Ariel
- The Tempest (VK, 1979)

Derek Jarman, regie
Heathcote Williams als Prospero
Toyah Willcox als Miranda
"Stormy Weather" gezongen door Elisabeth Welch
- BBC televisiereeks over Shakespeare The Tempest (VK, 1980) (op video opgenomen)

Michael Hordern als Prospero
Uitgebracht in de Verenigde Staten als onderdeel van de serie "Complete Dramatic Works of William Shakespeare".
- The Tempest (aka "The Shakespeare Collection") (televisie/ video, VS, 1983)

William Woodman, regie
Efrem Zimbalist Jr als Prospero
- Prospero's Books (Nederland, Frankrijk, Verenigd Koninkrijk, Italië 1991) gedeeltelijke bewerking.

Peter Greenaway, regie
John Gielgud als Prospero
Isabelle Pasco als Miranda
- The Animated Shakespeare The Tempest (televisie, Rusland en het Verenigd Koninkrijk, 1992)

Stanislav Sokolov, regie
Timothy West als de stem van Prospero
- The Tempest, (VS, 2010)

Julie Taymor, regie
Helen Mirren als Prospera
Het geslacht van hoofdpersoon Prospero werd veranderd in Prospera, zodat Mirren de rol zou kunnen spelen.
David Strathairn als koning van Napels
Djimon Hounsou als Caliban
Russell Brand als Trinculo
Alfred Molina als Stephano
Ben Whishaw als Ariel
Felicity Jones als Miranda
Reeve Carney als Ferdinand
Chris Cooper als Antonio
Alan Cumming as Sebastian

#### Adaptaties
- Yellow Sky (VS, 1948)[2]

William A. Wellman, regie
Gregory Peck als Stretch
- Forbidden Planet (VS, 1956)

Fred M. Wilcox, regie
Walter Pidgeon als Dr Edward Morbius
Anne Francis als Altaira 'Alta' Morbius
Leslie Nielsen als Commander JJ Adams
- Tempest (VS, 1982)

Paul Mazursky, regie
John Cassavetes als Phillip Dimitrious
Molly Ringwald als Miranda
Susan Sarandon als Aretha
Raul Julia als Kalibanos
- Prospero's Books (UK0)

Peter Greenaway, regie
John Gielgud als Prospero
- The Tempest (VS, 1998)

Jack Bender, regie
Peter Fonda als Gideon Prosper
- Resan tot Melonia (The journey to Melonia, Zweden-Noorwegen, 1989.

Per Ahlin regie, scenario
Karl Rasmusson, scenario

### Twelfth Night

#### Verfilmingen
- Twelfth Night (film, VS, 1910)

Eugene Mullin en Charles Kent, regie
Julia Swayne Gordon als Olivia
Charles Kent als Malvolio
Florence Turner als Viola
Edith Storey als Sebastain
Tefft Johnson als Orsino
Marin Sais als Maria
William Humphrey als Sir Toby Belch
James Young als Sir Andrew Aguecheek
- Twelfth Night (aka Dvenadtsataya NOCH) (Sovjet-Unie, 1955) Yan Frid, regie
- Twelfth Night (televisie, VK, 1969) (op video)

John Sichel en John Dexter, regie
Joan Plowright als Viola en Sebastiaan
Alec Guinness als Malvolio
Ralph Richardson als Sir Toby Belch
Tommy Steele als een ongewoon prominente Feste
- BBC televisiereeks over Shakespeare Twelfth Night (VK, 1980) (op video opgenomen)

Uitgebracht in de Verenigde Staten als onderdeel van de serie "Complete Dramatic Works of William Shakespeare".
- Twelfth Night (televisie, VK, 1988) (op video)

Kenneth Branagh, regie
Richard Briers als Malvolio
Caroline Langrishe als Olivia
muziek van Pat Doyle
(Trivia: het arrangement van Come Away Death in deze productie is een bewerking van Paul McCartneys Once Upon A Long Ago)
- The Animated Shakespeare Twelfth Night (televisie, Rusland en het Verenigd Koninkrijk, 1992)

Maria Muat, regie
Fiona Shaw
Hugh Grant
William Rushton als de stem van Sir Toby Belch
- Twelfth Night (VK, 1996)

Trevor Nunn, regie
Imogen Stubbs als Viola
Helena Bonham Carter als Olivia
Toby Stephens als Orsino
Nigel Hawthorne als Malvolio
Mel Smith als Sir Toby Belch
Richard E. Grant als Sir Andrew Aguecheek
Ben Kingsley als Feste
- Twelfth Night, or What You Will (televisie, VK, 2003) (op video)

Tim Soepel, regie
Parminder Nagra als Viola
Ronny Jhutti als Sebastian
Chiwetel Ejiofor als Orsino
Claire Price als Olivia
Maureen Beattie als Maria
David Troughton als Sir Toby Belch
Richard Bremmer als Sir Andrew Aguecheek
Zubin Varla als Feste
Michael Maloney als Malvolio

#### Adaptaties
- She's the Man (VS, 2006) plaatst het verhaal in een middelbare school.

Andy Fickman, regie
Amanda Bynes als Viola
Channing Tatum als Duke Orsino
Laura Ramsey als Olivia
James Kirk als Sebastian

### The Two Gentlemen of Verona
- BBC televisiereeks over Shakespeare The Two Gentlemen of Verona (VK, 1984)

Uitgebracht in de Verenigde Staten als onderdeel van de serie "Complete Dramatic Works of William Shakespeare".

### The Winter's Tale

#### Verfilmingen
- BBC televisiereeks over Shakespeare The Winter's Tale (VK, 1980)

Uitgebracht in de Verenigde Staten als onderdeel van de serie "Complete Dramatic Works of William Shakespeare".
- The Animated Shakespeare The Winter's Tale (televisie, Rusland en het Verenigd Koninkrijk, 1994)

Stanislav Sokolov, regie
Anton Lesser
Jenny Agutter
- The Winter's Tale, een straight-to-video verfilming uit 1999, RSC Barbican productie.

Greg Doran, regie
Antony Sher als Leontes

#### Adaptaties
- RSC Productie Casebook - The Winter's Tale een straight-to-video-documentaire van de RSC productie hierboven afzonderlijk vermeld, bevat ook interviews met Antony Sher, Greg Doran, Cicely Berry (de RSC's stemcoach) en andere leden van de cast en de crew, samen met lange fragmenten uit de show zelf.

## Tragedies

### Antony and Cleopatra

#### Verfilmingen
- ' Antony and Cleopatra}, 1908
- Antony and Cleopatra, (1972)

Charlton Heston als regisseur en als Antony
Hildegarde Neil als Cleopatra
Eric Porter als Enobarbus
- Antony and Cleopatra (televisie, VK, 1974) (op video)

Jon Scoffield regisseur (televisieversie) en Trevor Nunn, regisseur van de theaterversie
Janet Suzman als Cleopatra
Richard Johnson als Antony
Patrick Stewart als Enobarbus
(Trivia: Dit was zijn eerste tv-rol)
- BBC televisiereeks over Shakespeare Antony and Cleopatra (VK, 1981)

Uitgebracht in de Verenigde Staten als onderdeel van de serie "Complete Dramatic Works of William Shakespeare".

#### Adaptaties
- Carry On Cleo (VK, 1965) is een Carry On-verfilming van Shakespeares Antony and Cleopatra en Julius Caesar.

Gerald Thomas, regie
Kenneth Williams als Caesar
Sid James als Marcus Antonius
Amanda Barrie als Cleopatra
- Kannaki (India, Malayalam, 2002) is een bewerking van Shakespeares Antony and Cleopatra.

Jayaraaj, regie
Lal als Manikyan
Siddique als Choman
Nandita Das als Kannaki

### Coriolanus
- BBC televisiereeks over Shakespeare Coriolanus (VK, 1984) (op video opgenomen)

Uitgebracht in de Verenigde Staten als onderdeel van de serie "Complete Dramatic Works of William Shakespeare".
- Coriolanus (film) (VK, 2012)

Ralph Fiennes als Coriolanus
Gerard Butler als Tullus Aufidius
Vanessa Redgrave als Volumnia
Brian Cox als Menenius

### Hamlet
- Hamlet (Duitsland, 1920) Svend Gade & Heinz Schall, regie
- Hamlet (VK, 1948) Laurence Olivier, regie
- Hamlet, Prinz von Dänemark (West-Duitsland, 1961) Franz Peter Wirth, regie
- Hamlet (aka Gamlet) (Rusland, 1964) Grigori Kozintsev, regie
- Hamlet (aka Richard Burtons Hamlet) (1964), Bill Colleran en John Gielgud, regie
- Hamlet at Elsinore (televisie, VK, 1964) Philip Saville, regie
- Hamlet (VK, 1969), regie Tony Richardson
- BBC televisiereeks over Shakespeare Hamlet (VK, 1980) Rodney Bennett, regie (een video-opname productie)
- Hamlet (VS, 1990) regisseur Franco Zeffirelli
- The Animated Shakespeare Hamlet (televisie, Rusland en Groot-Brittannië, 1992) Natalia Orlova, regie
- Hamlet (VK, 1996) regisseur Kenneth Branagh

Kenneth Branagh als Hamlet
Julie Christie als Gertrude
Billy Crystal als een van de twee grafdelvers van Ophelia's graf
Gérard Depardieu als Reynaldo
Charlton Heston
Derek Jacobi als Claudius
Jack Lemmon als wacht Marcellus
Rufus Sewell als Fortinbras
Robin Williams als Osric
Kate Winslet als Ophelia
John Gielgud
- Hamlet (VS, 2000) Michael Almereyda regie (Moderne navertelling)
- The Tragedy of Hamlet Prince of Denmark (2007) (Australië, 2007) Oscar Redding, regie

Bewerkingen en films die elementen uit "Hamlet" opnemen:
- The Bad Sleep Well (aka Warui yatsu Hodo yoku nemuru) (Japan, 1960) regisseur Akira Kurosawa
- Strange Brew (Canada, 1983) Dave Thomas & Rick Moranis, regie.
- Rosencrantz & Guildenstern Are Dead (VS, 1990) Tom Stoppard, regie
- Renaissance Man (VS, 1994) Penny Marshall, regie
- The Lion King (VS, 1994) Roger Allers en Rob Minkoff, regie.
- In The Bleak Midwinter (aka "A Midwinter's Tale") (VK, 1996) regisseur Kenneth Branagh
- Let the Devil Wear Black (VS, 1999) Stacy titel, regie
- The Banquet (China, 2006) Feng Xiaogang, regie

### Julius Caesar

#### Verfilmingen
- Julius Caesar (VS, 1950)

David Bradley als regisseur en als Brutus
Harold Tasker als Caesar
Charlton Heston als Marcus Antonius
- Julius Caesar (VS, 1953)

Joseph L. Mankiewicz, regie
James Mason als Brutus
John Gielgud als Cassius
Marlon Brando als Marcus Antonius
- Julius Caesar (VS, 1970)

Charlton Heston als Mark Antony
Jason Robards als Brutus
John Gielgud als Caesar
- BBC televisiereeks over Shakespeare Julius Caesar (VK, 1979)

Uitgebracht in de Verenigde Staten als onderdeel van de serie "Complete Dramatic Works of William Shakespeare".
- The Animated Shakespeare Julius Caesar (televisie, Rusland en het Verenigd Koninkrijk, 1994)

Yuri Kulakov, regie
Joss Ackland als de stem van Julius Caesar

#### Adaptaties
- Carry On Cleo (UK, 1965) is een Carry On-verfilming van Shakespeares Antony and Cleopatra en Julius Caesar.

Gerald Thomas, regie
Kenneth Williams als Caesar
Sid James als Marcus Antonius
Amanda Barrie als Cleopatra

### King Lear

#### Verfilmingen
- King Lear (televisie, VS, 1953) (oorspronkelijk live gepresenteerd)

Andrew McCullough, regie
Orson Welles als Lear
- King Lear (VK, 1971)

Peter Brook, regie
Paul Scofield als Lear
- King Lear (aka Korol Lir) (Rusland, 1971)

Grigori Kozintsev, regie
Jüri Järvet als Lear
- King Lear, uit de anthologieserie Great Performances (televisie, VS, 1974)

James Earl Jones als Lear
Raúl Juliá als Edmund
René Auberjonois als Edgar
Rosalind Cash als Goneril
Douglass Watson als Kent
- King Lear (miniserie, VK, 1974)

Tony Davenall, regie
Patrick Magee als Lear
Beth Harris als Goneril
Ann Lynn als Regan
Wendy Alnutt als Cordelia
Patrick Mower als Edmund
Robert Coleby als Edgar
- King Lear, uit de anthologieserie BBC Play of the Month (televisie, VK, 1975)

Jonathan Miller, regie
Michael Hordern als Lear
Michael Jayston als Edmund
Ronald Pickup als Edgar
Sarah Badel als Goneril
Ewan Hooper als Kent
- King Lear, uit de BBC televisiereeks over Shakespeare (televisie, VK, 1982) (op video opgenomen)

Jonathan Miller, regie
Michael Hordern als Lear
Frank Middlemass als de Dwaas
Brenda Blethyn als Cordelia
Anton Lesser als Edgar
Uitgebracht in de Verenigde Staten als onderdeel van de serie "Complete Dramatic Works of William Shakespeare".
- King Lear (televisie, VK, 1983)

Michael Elliot, regie
Laurence Olivier als Lear
Leo McKern als Gloucester
Robert Lindsay als Edmund
John Hurt als de dwaas
David Threlfall als Edgar
- King Lear (televisie, VK, 1998). BBC film van de podiumversie van het Royal National Theatre. Het werd uitgezonden met een begeleidende documentaire, inclusief interviews met de regisseur en de cast.

Richard Eyre, regie
Ian Holm als Lear
Barbara Flynn als Goneril
Amanda Redman als Regan
Victoria Hamilton als Cordelia
Timothy West als Gloucester
Finbar Lynch als Edmund
Paul Rhys als Edgar
- King Lear (VK, 1999)

Brian Blessed als regisseur en als Lear
Hildegard Neil als de dwaas

#### Adaptaties
- Ran (Japan, 1985) is een bewerking van het Lear-verhaal in een Japanse setting en met zonen in plaats van dochters.

Akira Kurosawa, regie
Tatsuya Nakadai als Heer Hidetora (gelijk aan King Lear)
Peter (gelijk aan de Dwaas)
- King Lear (Bahama's / VS, 1987) is een post-Tsjernobyl sciencefiction.

Jean-Luc Godard als regisseur en als professor Pluggy (gelijk aan de Dwaas)
Burgess Meredith als Don Learo
Molly Ringwald als Cordelia
Peter Sellars als William Shakespeare de vijfde Junior
Woody Allen als Mr Alien
- A Thousand Acres (VS, 1997) is een moderne hervertelling van het verhaal over Lear, vanuit het perspectief van het personage Goneril (Ginny).

Jocelyn Moorhouse, regie
Jason Robards als Larry Cook
Jessica Lange als Ginny
Michelle Pfeiffer als Rose
Jennifer Jason Leigh als Caroline
- King of Texas (televisie, VS, 2002) is een westerse bewerking van King Lear.

Uli Edel, regie
Patrick Stewart als John Lear

### Macbeth
- Macbeth (VS, 1948), regisseur Orson Welles
- Macbeth (1954 tv-special), (VS, 1954), George Schaefer, als regisseur - een live televisieproductie nu bewaard op kinescope
- Macbeth (1960), (VK, 1960), George Schaefer, regie, op locatie gefilmde bewerking met dezelfde twee sterren en regisseur als de productie uit 1954. Op tv in de VS en in de theaters in Europa vertoond.
- 'Play of the Month' Macbeth (1965 televisie, VK), John Gorrie, regie
- Macbeth (VSen VK, 1971), regisseur Roman Polański
- Macbeth (VK, 1978, Royal Shakespeare Company, regisseur Trevor Nunn
- Macbeth (VK, 1981), Arthur Allan Seidelman als regisseur
- BBC Television Shakespeare Macbeth (televisie, VK, 1983)
- Macbeth (VK, 1997), Jeremy Freeston en Brian Blessed als regisseurs
- Macbeth (Televisie, VK, 1998), Michael Bogdanov als regisseur
- The Animated Shakespeare Macbeth (televisie, Rusland en Groot-Brittannië, 1992), Nicolai Serebryakov, regie
- Macbeth (Video, VK, 2001, Royal Shakespeare Company, Greg Doran als regisseur
- Macbeth (2006) (Australië, 2006), Geoffrey Wright als regisseur
- Macbeth (2010) (VK, 2010), Rupert Gool voor de regie

Adaptaties
- Joe MacBeth (VK, 1955), Ken Hughes voor de regie
- Throne of Blood (aka Cobweb Castle of Kumonosu-jo) (Japan, 1957), regisseur Akira Kurosawa
- Men of Respect (VS1991), William Reilly voor de regie
- Rave Macbeth (Duitsland, 2001)
- Schotland, PA (VS, 2001), Billy Morrissette, regie
- Maqbool (India, 2004), regisseur Vishal Bharadwaj
- ShakespeaRe-Told Macbeth (VK, televisie, 2005)

### Othello

#### Verfilmingen
- Othello (Stomme film, Duitsland, 1922)

Dimitri Buchowetzki als regisseur
Emil Jannings als Othello
- Othello (VK, 1946)

David MacKane voor de regie
Sebastian Cabot als Iago
Sheila Raynor als Emilia
Luanna Shaw als Desdemona
John Slater als Othello
- Othello (VS, 1952)

Orson Welles als regisseur en als Othello
Michael MacLiammoir als Iago
Suzanne Cloutier als Desdemona
- Othello (Rusland, 1955)

Sergei Yutkevich regisseur en scenarioschrijver
Sergej Bondartsjoek als Othello
Irina Skobtseva als Desdemona
Andrei Popov als Iago
- Othello (VK, 1965) film van de Royal National Theatre podiumproductie.

Stuart Burge, regie
Laurence Olivier als Othello
Frank Finlay als Iago
Maggie Smith als Desdemona
- BBC televisiereeks over Shakespeare Othello (VK, 1980) (op video opgenomen)

Uitgebracht in de Verenigde Staten als onderdeel van de serie "Complete Dramatic Works of William Shakespeare".
Anthony Hopkins als Othello
- Othello (televisie, VK, 1990) videoband van de Royal Shakespeare Company podiumproductie.

Trevor Nunn als regisseur
Willard White (de operazanger) als Othello
Imogen Stubbs als Desdemona
Ian McKellen als Iago
- The Animated Shakespeare Othello (televisie, Rusland en het Verenigd Koninkrijk, 1994)

Nicolai Serebryakov als regisseur
Colin McFarlane als de stem van Othello
Gerald McSorley als de stem van Iago
Sian Thomas als de stem van Desdemona
- Othello (VS, 1995)

Oliver Parker, regie
Laurence Fishburne als Othello
Kenneth Branagh als Iago
Irene Jacob als Desdemona

#### Adaptaties
- A Double Life (VS, 1947) is een film noir-bewerking van het Othello-verhaal, waarin de acteur die de moor speelt het angstaanjagende karakter van het personage overneemt.

Regisseur George Cukor
Ronald Colman als Anthony John
- All Night Long (VK, 1962) is een bewerking die zich afspeelt in de jazz scene van het hedendaagse Londen Jazz.

Basil Dearden als regisseur
Patrick McGoohan als Johnnie Cousin (Iago)
Keith Michell als Cass (Cassio)
Paul Harris als Aurelius Rex (Othello)
Marti Stevens als Delia Lane (Desdemona)
- Catch My Soul (VS, 1974) is een bewerking van de rockmusical die eveneens gebaseerd is op het toneelstuk.

Patrick McGoohan als regisseur
Richie Havens als Othello
Lance LeGault als Iago
Seizoen Hubley als Desdemona
Tony Joe White als Cassio
- Kaliyattam (India, 1997)

Jayaraaj, regie
Suresh Gopi als Kannan Perumalayan (Othello)
Lal als Paniyan (Iago)
Biju Menon als Kanthan (Cassio)
Manju Warrier als Thamara (Desdemona)
- O (VS, in 1999, maar pas vrijgegeven in 2001) is een moderne bewerking van Shakespeares Othello.

Tim Blake Nelson, regie
Mekhi Phifer als Odin James
Josh Hartnett als Hugo
Julia Stiles als Desi
- Othello (televisie, VK, 2001) is een bewerking door Andrew Davies van Shakespeares Othello, die zich afspeelt rond een politiekantoor in het moderne Londen.
- Omkara (India, 2006)

Vishal Bharadwaj, regie
Ajay Devgan als 'Omi' Shukla Omkara (Othello)
Saif Ali Khan als Langda Tyagi (Iago)
Vivek Oberoi als Kesu Firangi (Cassio)
Kareena Kapoor als Dolly Mishra (Desdemona)
Konkona Sen Sharma als Indu (Emilia)
Bipasha Basu als Billo Chamanbahar (Bianca)
Naseeruddin Shah als Bhaisaab (hertog van Venetië)
Deepak Dobriyal als 'Rajju' Tiwari Rajan (Roderigo)
- Iago (Italië, 2009) is een bewerking geregisseerd door Volfango De Biasi.

Iago (Nicolas Vaporidis) is een student architectuur die verliefd wordt op zijn collega-student Desdemona (Laura Chiatti), de edele en mooie dochter van de decaan, professor Brabanzio (Gabriele Lavia). Zowel zijn hoop op carrière als liefde worden de grond ingeboord wanneer Otello (Aurelien Gaya), een jonge en knappe Franse edelman, op het toneel verschijnt. Met de hulp van zijn vrienden Emilia (Giulia Steigerwalt) en Rodrigo (Lorenzo Gleijeses), zal Iago wraak nemen door iedereen tegen elkaar op te zetten via een complexe intrige van leugens.

### Romeo and Juliet

#### Verfilmingen
- Romeo and Juliet (VS, 1908), James Stuart Blackton als regisseur
- Romeo en Juliet (VS, 1936), regisseur George Cukor
- Romeo en Juliet (VK, 1954), Renato Castellani, regie
- Romeo and Juliet (1968) (Italië, 1968), regisseur Franco Zeffirelli
- BBC televisiereeks over Shakespeare Romeo and Juliet (VK, 1978) (op video opgenomen)
- The Tragedy of Romeo and Juliet (VS, 1982), William Woodman als regisseur
- The Animated Shakespeare Romeo en Julia (televisie, Rusland en Groot-Brittannië, 1992) Efim Gamburg deed de regie
- Romeo + Juliet (VS, 1996) regisseur Baz Luhrmann

De belangrijkste adaptaties voor film zijn
- West Side Story (VS, 1961), Robert Wise en Jerome Robbins voor de regie
- Romie-0 en Julie-8 (Canada, 1979), Clive A. Smith, als regisseur
- Tromeo and Juliet (VS, 1996), Lloyd Kaufman, regie
- Romeo Must Die (2000), Andrzej Bartkowiak deed de regie

### Timon of Athens
- BBC televisiereeks over Shakespeare Timon of Athens (televisie, VK, 1981) (op video opgenomen)

Uitgebracht in de Verenigde Staten als onderdeel van de serie "Complete Dramatic Works of William Shakespeare".
Jonathan Miller, regie
Jonathan Pryce als Timon
Norman Rodway als Apemantus
John Bird en John Fortune als de schilder en de dichter

### Titus Andronicus

#### Verfilmingen
- BBC televisiereeks over Shakespeare Titus Andronicus (VK, 1985) (op video)

Uitgebracht in de Verenigde Staten als onderdeel van de serie "Complete Dramatic Works of William Shakespeare".
- Titus (VS, 1999)

Julie Taymor als regisseur
Anthony Hopkins als Titus Andronicus
Jessica Lange als Tamora
Alan Cumming als Saturninus
- Titus Andronicus (VS, 1999)

Christopher Dunne als regisseur
Robert Reece als Titus Andronicus
Candy K. Sweet als Tamora

### Troilus and Cressida

#### Verfilmingen
- BBC televisiereeks over Shakespeare Troilus and Cressida (VK, 1981) (op video opgenomen)

Uitgebracht in de Verenigde Staten als onderdeel van de serie "Complete Dramatic Works of William Shakespeare".

## Historiestukken

### Henry IV, Part 1

#### Verfilmingen
- An Age of Kings (VK, televisie, Miniseries 1960)

Michael Hayes, regie
Tom Fleming als Hendrik IV van Engeland
Robert Hardy als Hal
Frank Pettingell als Sir John Falstaff
Sean Connery als Harry Hotspur
- BBC televisiereeks over Shakespeare Henry IV, Part I (VK, 1979)

Uitgebracht in de Verenigde Staten als onderdeel van de serie "Complete Dramatic Works of William Shakespeare".
Anthony Quayle als Falstaff
Jon Finch als Henry IV
David Gwillim als Hal
- The War of the Roses Henry IV Part 1 (VK, 1990) is een directe verfilming van een podiumproductie van Michael Bogdanov en Michael Penningtons '7 stukken'- reeks op basis van Shakespeares historiestukken

#### Adaptaties
- Chimes at Midnight (ook bekend als "Falstaff") (VS, 1967) is een samensmelting van scènes uit Richard II, Hendrik IV, deel 1, Henry IV deel 2, Henry V en The Merry Wives of Windsor.

Orson Welles als regisseur en als Falstaff
Keith Baxter als Hal
John Gielgud als Henry IV
- My Own Private Idaho (VS, 1991) is losjes gebaseerd op Henry IV, deel 1, met elementen uit de andere stukken waarin "Hal" voorkomt.

Gus Van Sant, regie
River Phoenix als Mike Waters
Keanu Reeves als Scott Favor

### Henry IV, Part 2

#### Verfilmingen
- An Age of Kings (VK, televisie, Miniseries 1960)

Michael Hayes, regie
Tom Fleming als Henry IV
Robert Hardy als Hal
Frank Pettingell als Falstaff
- The War of the Roses miniserie uit 1965

Geregisseerd door John Barton en Peter Hall
- BBC televisiereeks over Shakespeare Henry IV, Part II (VK, 1979)

Uitgebracht in de Verenigde Staten als onderdeel van de serie "Complete Dramatic Works of William Shakespeare".
Anthony Quayle als Falstaff
Jon Finch als Henry IV
David Gwillim als Hal
- The War of the Roses (English Shakespeare Company) Henry IV, Part 2 (VK, 1990) is een directe verfilming in het theater van Michael Bogdanov en Michael Penningtons 'zeven toneelstukken'-reeks op basis van Shakespeares historiestukken.

#### Adaptaties
- Chimes at Midnight (aka "Falstaff") (VS, 1967) is een samensmelting van scènes uit Richard II, Hendrik IV, Part 1, Henry IV Part 2, Henry V en The Merry Wives of Windsor

Orson Welles als regisseur en als Falstaff
Keith Baxter als Hal
John Gielgud als Henry IV
- Zie ook My Own Private Idaho.

### Henry V

#### Verfilmingen
- Henry V (VK, 1944)

Laurence Olivier als regisseur en als Henry V
- Een Age of Kings (VK, televisie, Miniseries 1960)

Michael Hayes, regie
Robert Hardy als Henry V
- BBC televisiereeks over Shakespeare Henry V (VK, 1979)

Uitgebracht in de Verenigde Staten als onderdeel van de serie "Complete Dramatic Works of William Shakespeare".
- Henry V (VK, 1989)

Kenneth Branagh als regisseur en als Henry V
Ian Holm als Fluellen
Brian Blessed als Exeter
Emma Thompson als Katherine
- The War of the Roses (English Shakespeare Company) Henry V (VK, 1990) is een directe verfilming in het theater van Michael Bogdanov en Michael Pennington op basis van Shakespeares historiestukken.

#### Adaptaties
- Chimes at Midnight (aka "Falstaff") (VS, 1967) is een samensmelting van scènes uit Richard II, Hendrik IV, Part 1, Henry IV Part 2, Henry V en The Merry Wives of Windsor.

Orson Welles als regisseur en als Falstaff
Keith Baxter als Hal
John Gielgud als Henry IV
- De eerste serie The Black Adder (televisie, VK, 1983), geschreven door Richard Curtis en Rowan Atkinson is een parodie op Shakespeares toneelstukken, in het bijzonder van Macbeth, Richard III en Hendrik V.
- Zie ook My Own Private Idaho.

### Henry VI, Part 1

#### Verfilmingen
- Een Age of Kings (VK, televisie, Miniseries 1960)

Michael Hayes, regie
Terry Scully als Henry VI
Eileen Atkins als Joan
- The War of the Roses miniserie 1965

Geregisseerd door John Barton en Peter Hall
David Warner als Henry VI
- BBC televisiereeks over Shakespeare Henry VI, Part I (VK, 1983)

Uitgebracht in de Verenigde Staten als onderdeel van de serie "Complete Dramatic Works of William Shakespeare".
- The War of the Roses (English Shakespeare Company) Henry VI - Huis van Lancaster (VK, 1990) is een directe verfilming van de podiumproductie van Michael Bogdanov en Michael Pennington op basis van Shakespeares historische stukken. Dit toneelstuk is gevormd uit Shakespeares Henry VI, Part 1 en uit vroegere scènes van Shakespeares Henry VI, Part 2.

### Henry VI, Part 2
- Een Age of Kings (VK, televisie, Miniseries 1960)

Michael Hayes, regie
Terry Scully als Henry VI
- The War of the Roses miniserie, 1965

Geregisseerd door John Barton en Peter Hall
David Warner als Henry VI
Ian Holm als Richard
- BBC televisiereeks over Shakespeare

Henry VI, Part II (VK, 1983)
Uitgebracht in de Verenigde Staten als onderdeel van de serie "Complete Dramatic Works of William Shakespeare".
- The War of the Roses ((English Shakespeare Company) Henry VI – House of Lancaster (VK, 1990) is een directe verfilming van een theaterproductie door Michael Bogdanov en Michael Pennington. Dit toneelstuk is gevormd uit Shakespeares Henry VI, Part 1 en uit eerdere scènes van Shakespeares Henry VI, Part 2.
- The War of the Roses (English Shakespeare Company) Henry VI – House of York (VK, 1990) is een directe verfilming van een theaterproductie door Michael Bogdanov en Michael Pennington. Dit spel is gevormd uit de latere scènes van Shakespeares Henry VI, Part 2 en van Shakespeares Henry VI, Part 3.

### Henry VI, Part 3
- Een Age of Kings (VK, televisie, Miniseries 1960)

Michael Hayes, regie
Terry Scully als Henry VI
Julian Glover als Edward
Paul Daneman als Richard
- The War of the Roses miniserie, 1965

Geregisseerd door John Barton en Peter Hall
David Warner als Henry VI
Ian Holm als Richard hertog van Gloucester
- BBC televisie Shakespeare Henry VI – House of York (VK, 1983)

Uitgebracht in de Verenigde Staten als onderdeel van de serie "Complete Dramatic Works of William Shakespeare".
- The War of the Roses (English Shakespeare Company) Henry VI – House of York (VK, 1990) is een directe verfilming van een theaterproductie door Michael Bogdanov en Michael Pennington. Dit spel is gevormd uit de latere scènes van Shakespeares Henry VI, Part 2 en van Shakespeares Henry VI, Part 3.

### Henry VIII
- BBC televisiereeks over Shakespeare

Henry VIII (VK, 1979)
Uitgebracht in de Verenigde Staten als onderdeel van de serie "Complete Dramatic Works of William Shakespeare".

### King John
- BBC televisiereeks over Shakespeare

King John (VK, 1984)
Uitgebracht in de Verenigde Staten als onderdeel van de serie "Complete Dramatic Works of William Shakespeare".

### Richard II

#### Verfilmingen
- Een Age of Kings (VK, televisie, Miniseries 1960)

Michael Hayes als regisseur
David William als Richard II
Tom Fleming als Bolingbroke
- BBC televisiereeks over Shakespeare Richard II (VK, 1978)

Uitgebracht in de Verenigde Staten als onderdeel van de serie "Complete Dramatic Works of William Shakespeare".
- The War of the Roses (English Shakespeare Company) Henry VI – House of York (VK, 1990) is een directe verfilming van een theaterproductie door Michael Bogdanov en Michael Pennington.
- Richard II (Verenigd Koninkrijk, televisie, 1997)

Deborah Warner, regie
Fiona Shaw als Richard II
Richard Bremner as Bolingbroke
Graham Crowden als Jan van Gent
Kevin McKidd als Hotspur
- Richard The Second (VS, 2001)

John Farrell, regie
Matte Osian als Richard

#### Adaptaties
- Chimes at Midnight (ook bekend als "Falstaff") (VS, 1967) is een amalgaam van scènes uit Richard II, Hendrik IV, Part 1, Henry IV, Part 2, Henry V en The Merry Wives of Windsor.

Orson Welles als regisseur en als Falstaff
Keith Baxter als Hal
John Gielgud als Henry IV

### Richard III

#### Verfilmingen
- Richard III (VK, 1955)

Laurence Olivier als regisseur en als Richard
John Gielgud als Clarence
Ralph Richardson als Buckingham
Claire Bloom als Lady Anne
- Een Age of Kings (VK, televisie, Miniseries 1960)

Michael Hayes, regie
Julian Glover als Edward IV
Paul Daneman als Richard III
Jerome Willis als Richmond
- The War of the Roses miniserie, 1965

Geregisseerd door John Barton en Peter Hall
Ian Holm als Richard III
- BBC televisiereeks over Shakespeare

Richard III (VK, 1982)
Uitgebracht in de Verenigde Staten als onderdeel van de serie "Complete Dramatic Works of William Shakespeare".
- The War of the Roses (English Shakespeare Company) Richard III (VK, 1990)

Een directe verfilming van een reeks van zeven toneelstukken door Michael Bogdanov en Michael Pennington, op basis van Shakespeares historiestukken.
- The Animated Shakespeare King Richard III (televisie, Rusland en het Verenigd Koninkrijk, 1994)

Natalia Orlova als regisseur
Antony Sher als de stem van Richard
- Richard III (1995) (VK, 1995)

Richard Loncraine, regie
Ian McKellen als Richard
Annette Bening als Elizabeth
Nigel Hawthorne als Clarence
Kristin Scott Thomas als Lady Anne
Maggie Smith als de hertogin van York
- Richard III, 2008

#### Adaptaties
- The Goodbye Girl (VS, 1977) bevat scènes waarin Richard Dreyfuss' personage Richard III in herinnering brengt.
- De eerste serie van The Black Adder (televisie, VK, 1983), geschreven door Richard Curtis en Rowan Atkinson is een parodie op Shakespeares toneelstukken, in het bijzonder van Macbeth, Richard III en Hendrik V.
- Looking for Richard (VS, 1996) is een documentaire film over Al Pacino 's uitbeelding van Richard III, met fragmenten uit het toneelstuk. Ook Winona Ryder, Alec Baldwin en Kevin Spacey treden er in op.

## Andere

### Shakespeare als personage
- Shakespeare Writing 'Julius Caesar' (Korte stomme film, 1907), waarschijnlijk de eerste film waarin Shakespeare als personage optreedt.[3]
- William Shakespeare - His Life & Times (televisie, VK, 1978) een zesdelige miniserie over Shakespeares leven in Londen. Producer: Cecil Clarke, regie:

Mark Collingham en Robert Knights. Geschreven door John Mortimer. Tim Curry speelde Shakespeare, Nicholas Clay de Graaf van Southampton, Patience Collier als Elizabeth I van Engeland en Ian McShane als Christopher Marlowe.
- Shakespeare in Love (VK, 1998) is een fictieve liefdesgeschiedenis over Shakespeare en een adellijke dame die zich afspeelt in de periode dat Shakespeare Romeo and Juliet schreef.

John Madden, regie
Marc Norman en Tom Stoppard, scenario
Joseph Fiennes als Will Shakespeare
Gwyneth Paltrow als Viola De Lesseps
Colin Firth als Lord Wessex
Judi Dench als koningin Elizabeth I
- A Waste of Shame (VK, televisie, 2005) is een fictief verhaal over Shakespeares leven in de periode van de sonnetten.

John McKay, regie
Rupert Graves als Shakespeare
Anna Chancellor als Anne Shakespeare
Tom Sturridge als de mooie jongeling (Fair Youth) (die hier William Herbert, 3e graaf van Pembroke) is.
Indira Varma als de Dark Lady (Lucie genaamd)
Andrew Tiernan als de Rival Poet (hier Ben Jonson)
- The Shakespeare Code is een episode van de BBC sciencefiction-reeks Doctor Who, die op het scherm kwam op 7 april 2007. Dean Lennox Kelly speelt de bard in het verhaal dat zich afspeelt in 1599.
- Shakespeare maakt een cameo optreden in:
  - Looking for Richard
  - Blackadder: Back & Forth
  - Histeria!